# Zinalrothorn
De Zinalrothorn is een 4221 meter hoge berg in de Walliser Alpen in Zwitserland.
De berg ligt ten zuiden van de Weisshorn (4505 m) en ten noorden van de Dent Blanche (4357 m). Ten westen van de top ligt Zinal in het gelijknamige dal. Aan de oostzijde van de Zinalrothorn ligt het Mattertal met het wereldberoemde Zermatt.
De beklimming van de Zinalrothorn geldt als een van de mooiste van de Walliser Alpen. Vanaf de top heeft men uitzicht op vele andere vierduizenders zoals de Monte Rosa, Matterhorn en de Weisshorn die slechts twee kilometer noordelijker ligt.
De berg werd voor het eerst beklommen op 22 augustus 1864 door Sir Leslie Stephen, Florence Craufurd en Melchior Anderegg. Zij bestegen de berg over de noordgraat vanuit Zinal.